# Katyń (film)

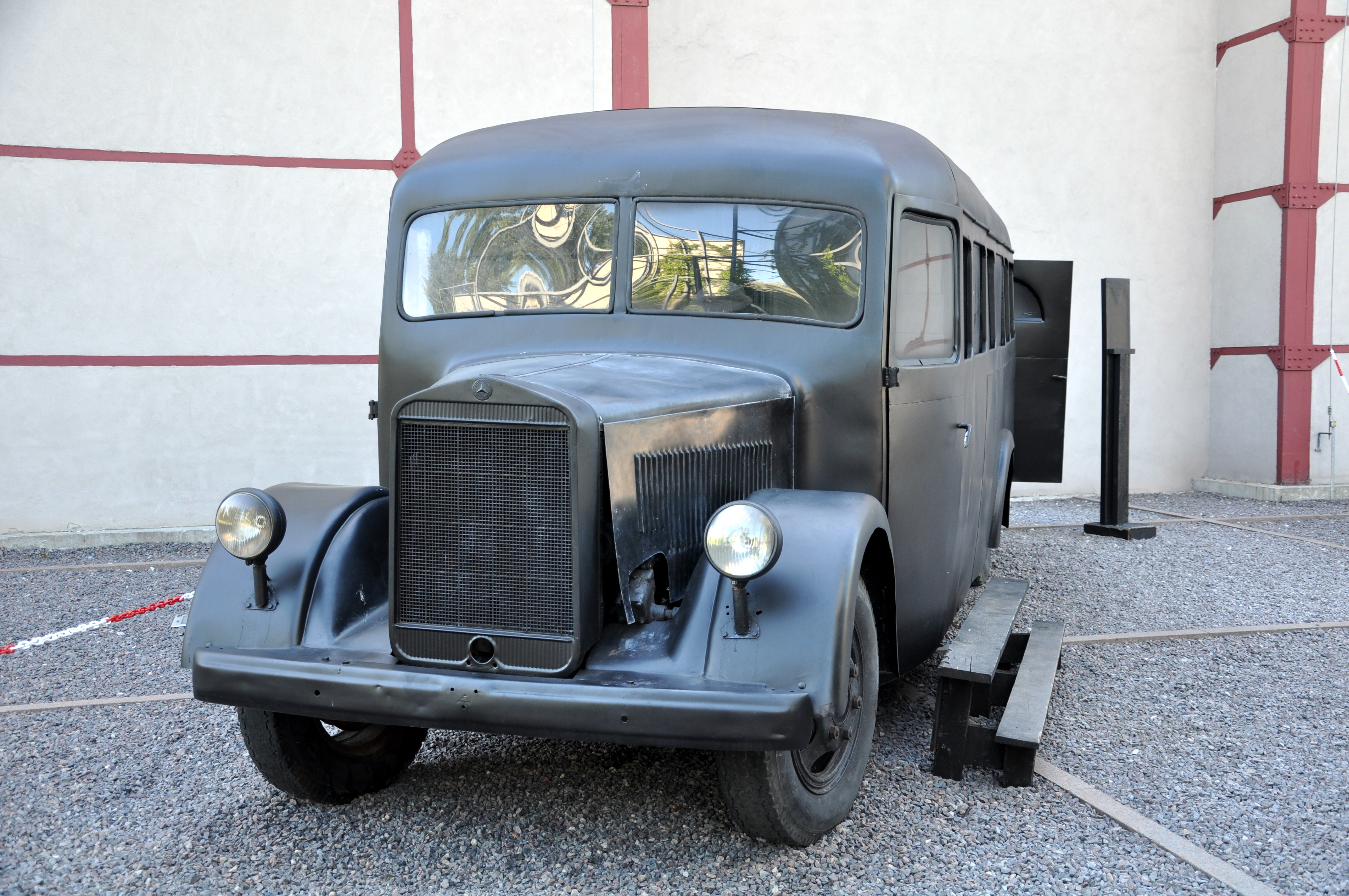
Tzw. „czornyj woron” („czarny kruk”) – replika mercedesa używanego przez NKWD do transportu więźniów

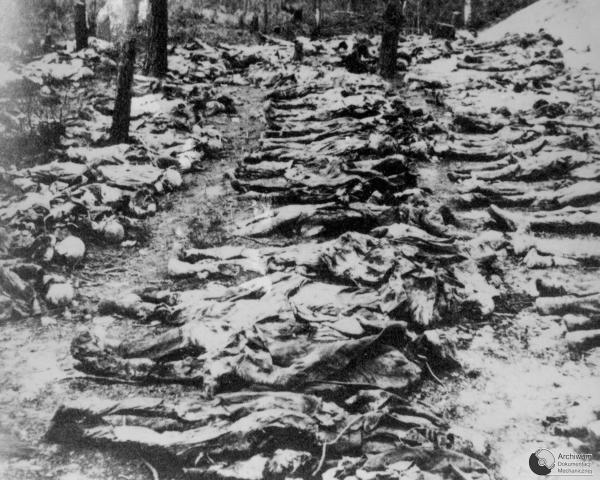
Ekshumacja ciał polskich oficerów zamordowanych przez NKWD w Katyniu, 1943

Katyń – polski film wojenny z 2007 w reżyserii Andrzeja Wajdy na podstawie noweli filmowej Andrzeja Mularczyka Post mortem o zbrodni katyńskiej. Akcja filmu rozciąga się od roku 1939 do pierwszych lat powojennych i skupia się na losach kobiet, które czekają na powrót swych pełniących służbę oficerską krewnych oraz mężów. Film przedstawia zarówno losy oficerów zamordowanych przez NKWD, jak i ukazuje, w jaki sposób okupacyjne władze hitlerowskie podczas II wojny światowej próbowały rozgrywać sowiecką zbrodnię na swoją korzyść.
W Polsce Katyń spotkał się z mieszanym odbiorem. Film był chwalony zarówno za wnikliwe ukazanie wzajemnych nazistowsko-radzieckich machinacji politycznych w trakcie II wojny światowej, jak i za drastyczną sekwencję finałową; jako słabości filmu wskazywano natomiast scenariusz, anachroniczną inscenizację oraz – w zależności od opcji politycznej – gloryfikację męczeństwa (lewica) lub pobłażliwe portretowanie Sowietów (prawica). Mimo to Katyń zdobył siedem Polskich Nagród Filmowych (w tym dla najlepszego filmu). W Stanach Zjednoczonych film Wajdy został przyjęty nad wyraz dobrze, znajdując się w ścisłej czołówce filmów nominowanych do Oscara dla najlepszego filmu nieanglojęzycznego; za kostiumy wykonane na potrzeby filmu Magdalena Biedrzycka otrzymała Europejską Nagrodę Filmową.

## Fabuła

### Streszczenie
Akcja filmu rozpoczyna się 17 września 1939. Na moście na Bugu spotykają się ludzie uciekający w dwóch różnych kierunkach: jedni w obawie przed Sowietami, inni przed armią niemiecką. Wśród uciekinierów znajduje się Anna, żona rotmistrza Andrzeja z krakowskiego 8 Pułku Ułanów. Anna poszukuje informacji o tym, co stało się z jej mężem. W tłumie ludzi spotyka Różę, swoją znajomą, która jest żoną generała dywizji. Kobiety rozchodzą się w różnych kierunkach. Tymczasem Sowieci biorą do niewoli polskich żołnierzy oraz oficerów, w tym Andrzeja. Dowiedziawszy się, że polscy żołnierze są internowani w prowizorycznym obozie jenieckim, wraz z córką Niką odnajduje Andrzeja. Chociaż Anna prosi go, by założył cywilne ubranie i uciekł z obozu, rotmistrz odmawia ze względu na żołnierską przysięgę. Oficerowie zostają wywiezieni do obozu w Kozielsku, gdzie dyskutują między sobą i mają nadzieję na powrót do służby wojskowej.
Anna, która przebywa w sowieckiej strefie okupacyjnej, unika aresztowania dzięki pomocy ze strony rosyjskiego oficera, który ukrywa ją przed NKWD. Później ucieka do Krakowa pod okupacją niemiecką, gdzie przebywają rodzice rotmistrza, którzy goszczą Annę u siebie. Ojciec, profesor na Uniwersytecie Jagiellońskim, zostaje podstępnie aresztowany przez gestapo podczas Sonderaktion Krakau. Wraz z innymi wykładowcami zostaje osadzony w KL Sachsenhausen, gdzie umiera.
Wiosną 1943 Niemcy nagłaśniają zbrodnię katyńską, odkrywszy masowe groby zamordowanych oficerów. W celach propagandowych decydują się poprosić Różę o odczytanie oświadczenia w tej sprawie. Róża, obawiając się możliwości wykorzystania oświadczenia do celów nazistów, odmawia. Tymczasem Anna próbuje odnaleźć na opublikowanej w prasie liście katyńskiej nazwisko swojego męża. Na niej figuruje porucznik Jerzy, podwładny Andrzeja, ale nie sam rotmistrz. Daje to Annie nadzieję, że jej mąż przeżył.
W styczniu 1945 Armia Czerwona i Ludowe Wojsko Polskie wkraczają do Krakowa. Annę odwiedza Jerzy, który w międzyczasie dołączył do dywizji kościuszkowskiej. Informuje, że jej mąż zginął w Katyniu, zaś nazwisko Jerzego znalazło się na liście przez pomyłkę, gdyż w momencie śmierci Andrzej miał na sobie jego sweter, ofiarowany na krótko przed wywózką z Kozielska. Tymczasem Sowieci i polscy komuniści rozgłaszają, jakoby to naziści dokonali zbrodni katyńskiej. Jerzy, znając prawdę o losach polskich oficerów, popełnia samobójstwo. Ostatecznie od jednej z osób Anna otrzymuje rzeczy męża oraz notes z jego zapiskami.
Młoda dziewczyna Agnieszka, która niegdyś walczyła w powstaniu warszawskim, próbuje upamiętnić swego zamordowanego w Katyniu brata, pilota porucznika Piotra Baszkowskiego. Stawia na własne ryzyko tablicę o sprawcach zbrodni katyńskiej, po czym zostaje aresztowana i uwięziona. Z kolei były partyzant Tadeusz „Tur”, który domyśla się prawdy o swoim zamordowanym ojcu, ze względu na swego rodzica spotyka się z odmową przyjęcia do Akademii Sztuk Pięknych w Krakowie. Później wskutek nieporozumienia ucieka przed żołnierzami Ludowego Wojska Polskiego i ginie, zanim sięgnie po swój pistolet ukryty w chlebaku.
Film kończy retrospekcja z wiosny 1940, kiedy Sowieci w Katyniu brutalnie rozstrzeliwują związanych polskich żołnierzy strzałami w potylicę, po czym ich ciała wrzucają do dołów i zasypują ziemią.

### Odniesienia do realiów historycznych
Fabuła losów jeńców polskich zawiera analogie do faktów opisanych w autentycznych pamiętnikach polskich oficerów przetrzymywanych od 1939 do 1940 w Kozielsku. Za takie analogie można uznać prowadzenie pamiętnika przez głównego bohatera Andrzeja, aż do momentu wywózki do lasu katyńskiego (w rzeczywistości taki dziennik prowadziło wielu z przetrzymywanych, w tym np. Adam Solski, którego ostatnie zapiski opisują wywózkę, przybycie do lasu katyńskiego i rewizje). Ponadto filmowy motyw swetra przekazanego Andrzejowi przez Jerzego, stanowi nawiązanie do historii opisanej w dzienniku obozowym przez Wacława Kruka, który przed swoją wywózką z Kozielska 9 kwietnia 1940 podarował własny sweter zmarzniętemu Janowi Szafrańskiemu (oddał go za darmo, mimo że obdarowany oferował mu w zamian 50 rubli i zegarek) .

## Obsada
Źródło: Filmpolski.pl

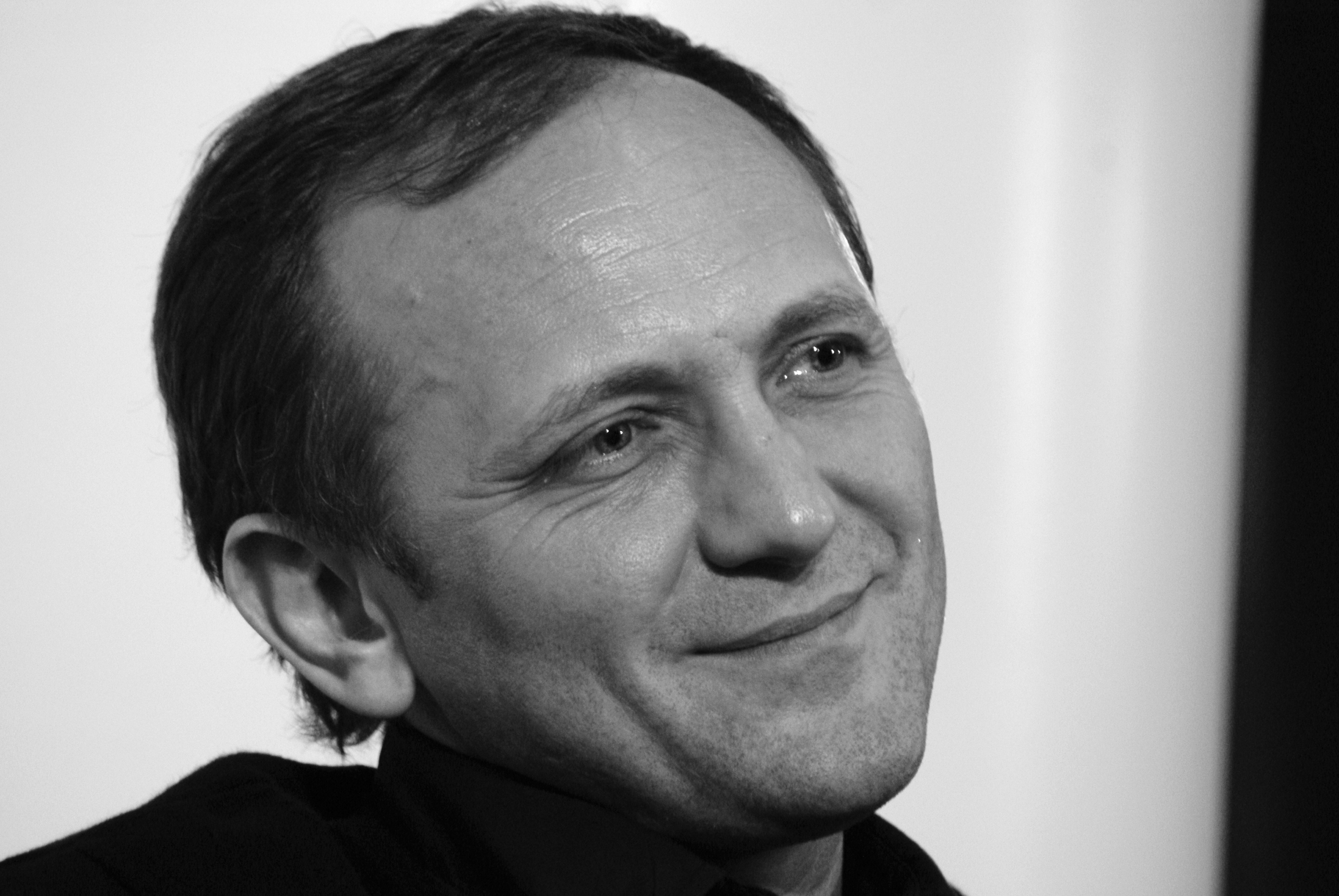
Andrzej Chyra, odtwórca roli Jerzego (2010)

- Andrzej Chyra – Jerzy, porucznik 8. Pułku Ułanów i przyjaciel Andrzeja, następnie major LWP
- Artur Żmijewski – Andrzej, rotmistrz 8. Pułku Ułanów
- Maja Ostaszewska – Anna, żona Andrzeja
- Władysław Kowalski – Jan, profesor UJ, ojciec Andrzeja
- Maja Komorowska – profesorowa Maria, matka Andrzeja
- Jan Englert – generał (Mieczysław Smorawiński)
- Danuta Stenka – Róża, żona generała
- Agnieszka Kawiorska – Ewa, córka Róży i generała
- Paweł Małaszyński – porucznik pilot Piotr Baszkowski, inżynier-konstruktor samolotów z 1 Pułku Lotniczego Dęblin
- Magdalena Cielecka – Agnieszka Baszkowska, siostra Piotra
- Agnieszka Glińska – Irena Baszkowska, siostra Piotra, dyrektorka gimnazjum
- Antoni Pawlicki – Tadeusz, syn Elżbiety
- Siergiej Garmasz – kapitan Popow
- Wiktoria Gąsiewska – Weronika „Nika”, córka Andrzeja i Anny
- Anna Radwan – Elżbieta, bratowa Anny
- Stanisława Celińska – Stasia, gospodyni w domu generała (później starościna)
- Krzysztof Globisz – profesor medycyny sądowej
- Krystyna Zachwatowicz – pani Greta, asystentka profesora medycyny sądowej
- Krzysztof Kolberger – ksiądz kanonik
- Jakub Przebindowski – ksiądz wikary
- Olgierd Łukaszewicz – kapelan w obozie w Kozielsku
- Tadeusz Wojtych – fotograf Władysław
- Alicja Dąbrowska – aktorka grająca Antygonę w Teatrze Słowackiego
- Aleksander Fabisiak – nauczyciel gimnazjum
- Waldemar Barwiński – podporucznik
- Jacek Braciak – porucznik Klin, znajomy Jerzego
- Leon Charewicz – major przesłuchujący Agnieszkę
- Wiesław Wójcik – listonosz
- Dariusz Toczek – żołnierz przesłuchujący Agnieszkę
- Joachim Paul Assböck – dr Müller
- Sebastian Bezzel – oficer
- Józef Mika – tłumacz
- Andrzej Szenajch – profesor Uniwersytetu Jagiellońskiego
- Rafał Kronenberger – adiutant generała
- Waldemar Czyszak – kamieniarz
- Wojciech Chorąży – mężczyzna na moście
- i inni

## Produkcja

### Przygotowania

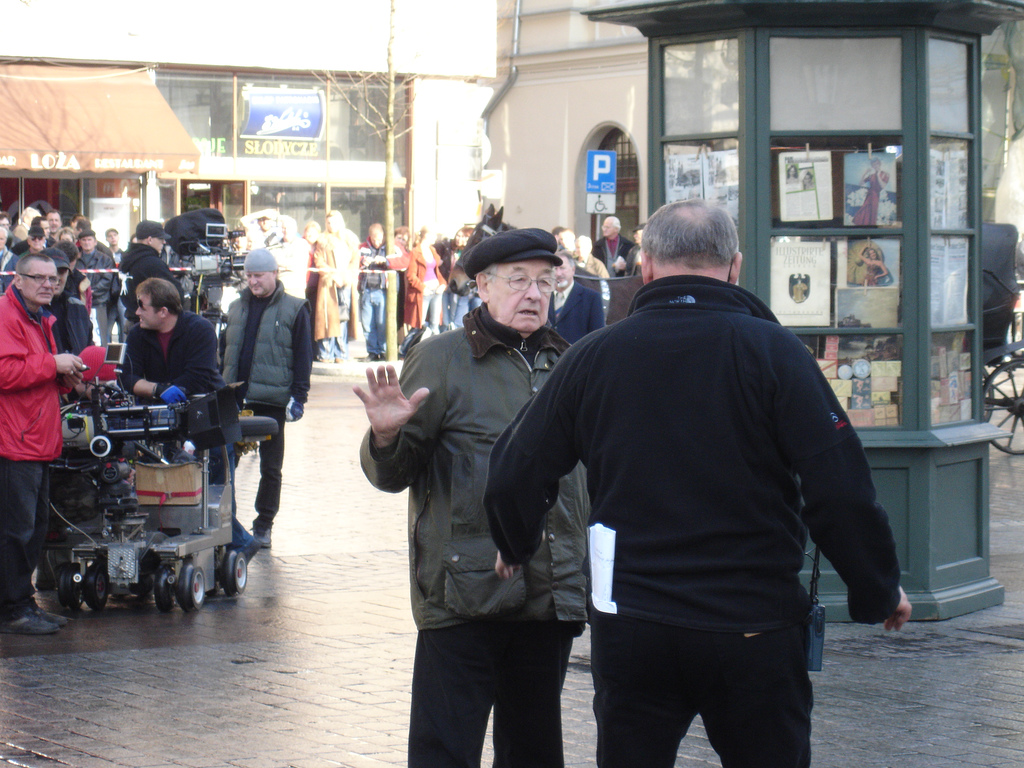
Andrzej Wajda na planie filmowym w Krakowie, listopad 2006

Reżyser Katynia, Andrzej Wajda, podjął się realizacji filmu o zbrodni katyńskiej z przyczyn osobistych. Jego ojciec, Jakub Wajda – oficer biorący udział w wojnie obronnej Polski – został zamordowany w 1940 w Charkowie, a prawdę o jego losach Andrzej Wajda poznał dopiero pod koniec lat 80. XX wieku. Długo jednak Wajdzie brakowało literackiego punktu wyjścia. Po 1989 jedynymi dziełami artystycznymi o zbrodni katyńskiej pozostawały Guziki Zbigniewa Herberta oraz fragmenty Requiem Polskiego Krzysztofa Pendereckiego; w planach było wykorzystanie prozy Włodzimierza Odojewskiego, jednak ostatecznie za utwór adaptowany posłużyła nowela filmowa Andrzeja Mularczyka Post mortem . Inspiracji Wajdzie dostarczył również dziennik majora Adama Solskiego, udostępniony rodzinie zamordowanego dopiero w 1989 roku dzięki Zbigniewowi Brzezińskiemu. Fragmenty pamiętnika zostały wprost zacytowane w scenariuszu do filmu . W pracach nad scenariuszem oprócz Wajdy wzięli udział Władysław Pasikowski i Przemysław Nowakowski.
Problem stanowił również dobór głównych bohaterów filmu o zbrodni katyńskiej. Wajda ustalił, że sam akt rozstrzelania polskich żołnierzy będzie stanowić margines całej opowieści. Reżyser przyznawał, iż najłatwiej mu było odwołać się do punktu widzenia własnej matki, która nadaremno oczekiwała na powrót jego ojca. Stąd też większość akcji filmu została poświęcona kobietom. Danuta Stenka zagrała generałową Smorawińską, która odmawia uczestnictwa w nazistowskiej propagandzie antysowieckiej. W roli matki rotmistrza Andrzeja wystąpiła Maja Komorowska, natomiast Agnieszka w wykonaniu Magdaleny Cieleckiej została wystylizowana na Antygonę okresu wojny, dążącą do zapewnienia swojemu zamordowanemu bratu przynajmniej namiastki mogiły .

### Zdjęcia

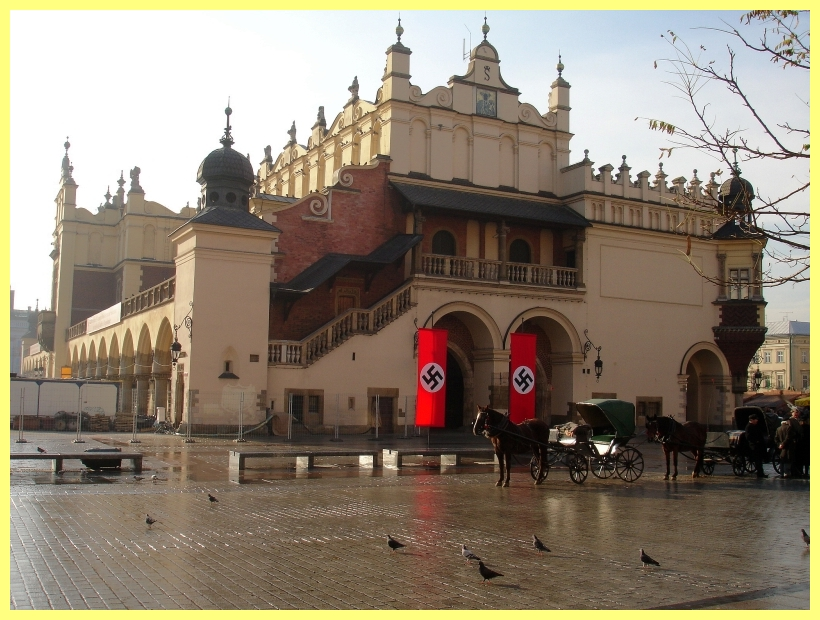
Scenografia do filmu Katyń na Rynku Głównym w Krakowie, widok na Sukiennice

Zdjęcia do Katynia zrealizował ceniony operator Paweł Edelman, dla którego film Wajdy był okazją do powrotu do branży filmowej po trzech latach nieobecności . Kostiumy do filmu wykonała Magdalena Biedrzycka wespół z Andrzejem Szenajchem, natomiast scenografię opracowała Magdalena Dipont. Zdjęcia do filmu rozpoczęto 3 października 2006, a ukończono 9 stycznia 2007. Łączny budżet Katynia wyniósł prawie 15 milionów złotych.
Zdjęcia plenerowe kręcone były w następujących lokacjach: 
- Jarosław[15],
- most kolejowy w Wyszkowie,
- gmina Poświętne (Kościół św. Józefa w Studziannie),
- Kasina Wielka,
- Warszawa (ul. Solariego, Cytadela, ul. 11 listopada, budynek ZASP-u przy Al. Ujazdowskich, ul. Złota, ul. Senatorska, ul. Oczki),
- Zielonka,
- poligon w Wesołej (filmowy las katyński),
- Kraków (Rynek Główny, ul. Poselska, Planty, ul. Św. Marka, Teatr Słowackiego, ul. Dolnych Młynów, ul. Grottgera, Akademia Muzyczna, ul. Kanonicza, ul. Senacka, Uniwersytet Jagielloński, Cmentarz na Salwatorze),
- okolice Jarosławia (filmowy Kozielsk),
- Stary Dzików,
- Konstancin-Jeziorna (willa "Hugonówka"),
- Góra Kalwaria[9].

## Odbiór filmu

### Frekwencja kinowa i problemy z dystrybucją
Uroczysta premiera filmu odbyła się 17 września 2007 w Warszawie, w rocznicę agresji sowieckiej na Polskę w 1939. Według szacunków Stowarzyszenia Filmowców Polskich na projekcje filmu Wajdy w kinach przyszło około 2,8 miliona widzów . Jednak film z trudem był dystrybuowany za granicą (poza obiegiem festiwalowym). Wajda twierdził, że dystrybucję Katynia za granicą – choćby na płytach DVD i Blu-ray – celowo wstrzymywało kierownictwo Telewizji Polskiej, zdominowane przez nieprzychylnych reżyserowi decydentów z Prawa i Sprawiedliwości, Ligi Polskich Rodzin oraz Samoobrony RP . W krajach Europy Zachodniej Katyń ukazał się dopiero w 2009 roku, a liczba widzów za granicą była ograniczona. Według portalu JPBox-Office we Francji film obejrzało 25 tysięcy widzów, w Hiszpanii – przeszło 49 tysięcy. Szacowany przychód z dystrybucji filmów w kinach wyniósł – wedle różnych portali – od 11,9 miliona do 14,7 miliona dolarów, z czego znaczną większość stanowił przychód z kin w Polsce.
Mała frekwencja Katynia w kinach zachodnioeuropejskich wynikała także ze względów ideologicznych; włoska spółka Movimento Film nie zdołała się porozumieć z przedstawicielem TVP , a filmu nie udało się pokazać na festiwalu filmowym w Wenecji, co część konserwatywnych włoskich krytyków filmowych uzasadniała niechęcią lewicowych organizatorów festiwalu do zaakceptowania przesłania niesionego przez Katyń. Również we Francji Katyń wzbudził kontrowersje stanowiące przeszkodę w dystrybucji: film zaatakował z kolei Jean-Luc Douin z „Le Monde”, robiąc Wajdzie wyrzuty za to, iż reżyser za zniszczenie Polski jednakowo obciąża nazistów, jak i Sowietów oraz za brak jakiejkolwiek wzmianki o Holocauście. Adam Michnik w odpowiedzi na zarzut Douina pisał, iż jest on „równie absurdalny, jak byłby zarzut wobec Spielberga, że w Liście Schindlera nie ma zbrodni katyńskiej i łagrów na Kołymie”. Ryszard Czarnecki komentował, iż „ta recenzja pokazuje myślenie lewicowych elit zachodnich, nie tylko francuskich, które uważały, że Stalin robił błędy, ale miał dobry kierunek”. W Chińskiej Republice Ludowej oficjalnie zabroniono wyświetlania i sprzedaży kopii filmu ze względu na jego „niezgodność z punktem widzenia władz ChRL”, niemniej jednak Katyń krążył w pirackim obiegu.

### Recepcja krytyczna

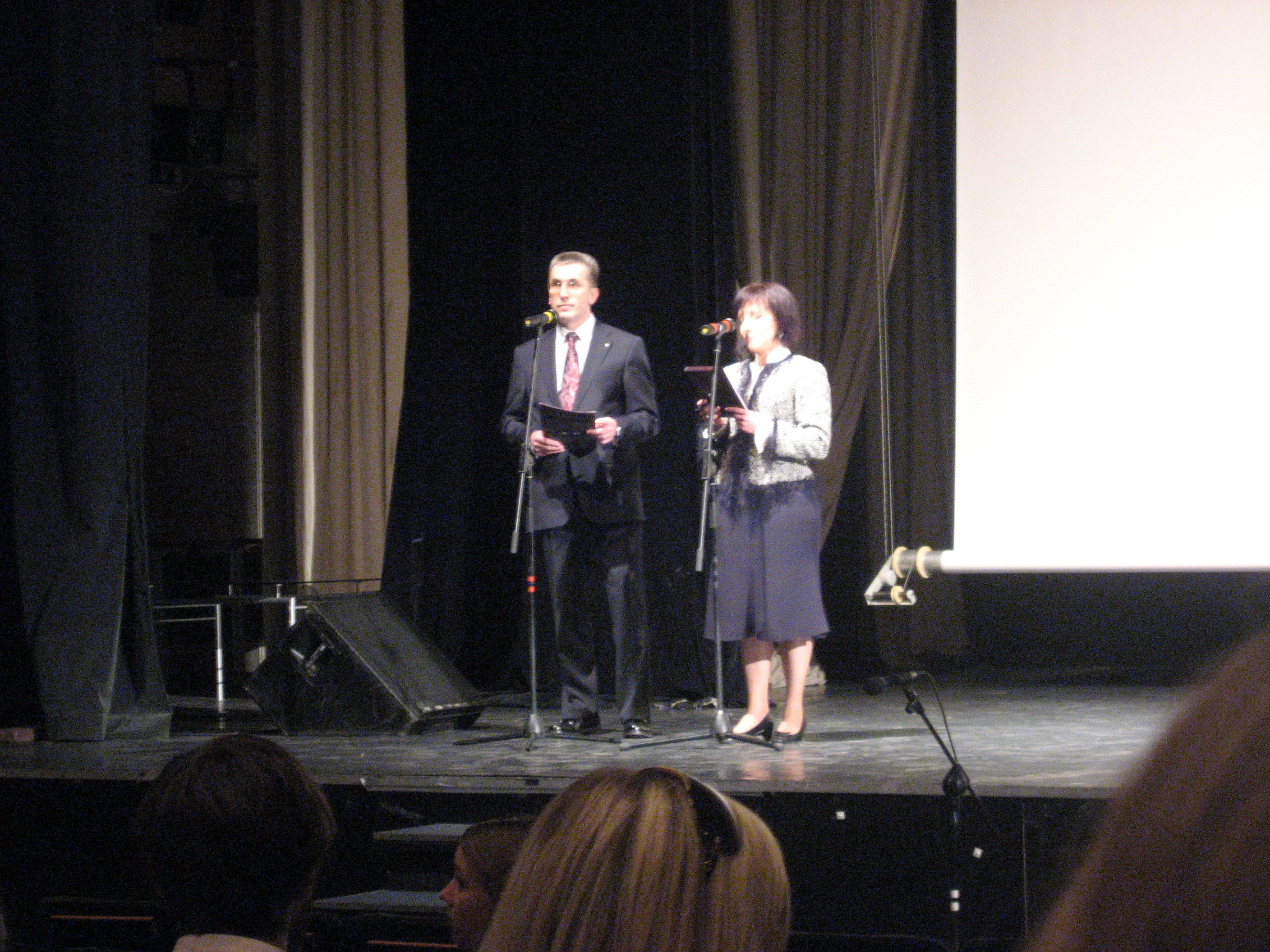
Omówienie filmu po premierze w Rydze, 2008

W Polsce Katyń zebrał mieszane recenzje krytyków. Paweł T. Felis z „Gazety Wyborczej” stwierdził, że film Wajdy „nie jest filmem wielkim, jak chcą niektórzy, ale też nie jest całkiem nieudany, jak twierdzą inni”. Felis z rozczarowaniem przyjął brak charakterystycznej dla Wajdy dyskusji z romantycznymi mitami polskiego heroizmu, jednak docenił sugestię filmu, że „katyńska zbrodnia uderzyła w najbardziej czułe miejsce, w nasz rycerski etos”. Tadeusz Sobolewski natomiast wyraził opinię, iż „Wajda dotknął nierozwiązanego węzła powojennej polskiej egzystencji”. Zdzisław Pietrasik pisał dla „Polityki”, że o ile „scenariusz, rezultat długotrwałych prac i uzgodnień, nie jest najmocniejszą stroną filmu”, epizodyczność narracji służyła koncepcji „epopei przedstawiającej losy zbiorowe” . Elżbieta Ciapara w recenzji dla „Dziennika” stwierdziła, że „część wątków się rozmywa”, a w drugiej połowie film nabiera sztuczności (zwłaszcza w scenie śmierci Tadeusza, wzorowanej na Popiele i diamencie Wajdy), jednak Katyń nadrabia swoje niedostatki ukazaniem, „jak katyńska zbrodnia wykorzystywana była dla celów propagandowych” .
Szczególnym przedmiotem zainteresowania krytyków w Polsce było ukazanie w Katyniu Sowietów. Prawicowy publicysta Krzysztof Kłopotowski pisał na łamach „Rzeczpospolitej”, że Katyń przenika „lęk przed obrazą poprawności postkomunistycznej, europejskiej i obyczajowej”, czego wyrazem miało być ukazanie Sowietów jako współofiar stalinowskiego totalitaryzmu, nie zaś jako pełnokrwistych zbrodniarzy . Jerzy Szaniawski na łamach „Naszego Dziennika” stawiał Wajdzie podobny zarzut: „złych Rosjan właściwie w filmie brak. Są jedynie statyści – oprawcy z NKWD, zupełnie anonimowi”. Zarzut Kłopotowskiego i innych prawicowych krytyków był motywowany częściowo oskarżeniem wobec Wajdy, iż ten nie dopuścił do realizacji innego filmu o zbrodni katyńskiej, który miał kręcić Robert Gliński . Zarzutu z portretu Sowietów nie czyniła jednak Elżbieta Ciapara: „Katyń jest oskarżeniem pod adresem zbrodniczego, totalitarnego ustroju. Kaci w tym filmie są bezimienni. Kamera rzadko pokazuje ich twarze. Dopiero w finale, kiedy kolejni Polacy trafiają w ręce oprawców, na ekranie pojawia się portret Stalina. To właśnie z jego rozkazu zamordowano kilkanaście tysięcy Polaków” . Z drugiej strony, Wiesław Kot z pisma „Wprost” poczytywał Katyń wręcz jako „podniosłą inscenizację telewizyjną z elementami politycznego szantażu” . Elżbieta Ostrowska stwierdzała, że Katyń posługuje się niekonsekwentnie stosowaną poetyką „melodramatycznego afektu” . Monika Nahlik wytykała filmowi „anachroniczność, posługiwanie się romantycznymi mitami, uproszczony rysunek postaci, schematyczność”, a także twierdziła, że „całość filmu […] została podporządkowana wartościom pozafilmowym: upamiętnianiu narodowego cierpienia, krzewieniu patriotyzmu, poszerzaniu znajomości historii”, mimo że w chwili powstania dzieła Wajdy owe wartości były najzupełniej obce widzom.
Zupełnie inaczej odbierano Katyń w Stanach Zjednoczonych. W serwisie Rotten Tomatoes 91% amerykańskich krytyków oceniło film pozytywnie, a średnia ocen na podstawie sześćdziesięciu ośmiu recenzji wyniosła 7.30/10. Według agregatora recenzji Metacritic Katyń spotkał się z „powszechnym uznaniem” ze średnią ocen wynoszącą 81/100 na podstawie opinii siedemnastu krytyków. David Denby w entuzjastycznej recenzji dla „The New Yorkera” pisał, że w scenie rozstrzelania polskich oficerów „Wajda dokonał jednej z najmocniejszych ewokacji dwudziestowiecznego makabrycznego rytuału; wiemy też, że tylko w wolnej Polsce mógł stworzyć ten właśnie spektakl” . Roger Ebert relacjonował z przejęciem, że „film kończy się sceną nieustającego koszmaru, ukazując egzekucje o taśmowej niemal skali” . A.O. Scott w recenzji dla „The New York Timesa” z uznaniem pisał, że „Pan Wajda jest zbyt uczciwym i wrażliwym filmowcem, by zapowiadać ewentualne odkupieńcze zakończenie. Zamiast tego skupia się na żałobie i dezorientacji swoich bohaterów, a także na zaciekłości, z jaką trzymają się godności, której pozbawia ich historia. W rezultacie powstaje film dostojny, przemyślany, pozbawiony sentymentalizmu i tym bardziej druzgocący” .
W Rosji, gdzie wyświetlono Katyń przed 70. rocznicą zbrodni katyńskiej na kanale Rossija K (oglądalność 1,5% widzów) , film zebrał ogólnie pozytywne recenzje  . Wśród historyków oraz publicystów na nowo rozgorzała debata na temat długo skrywanego epizodu w historii Związku Radzieckiego ; zaogniła się ona dodatkowo po katastrofie polskiego Tu-154 w Smoleńsku 10 kwietnia 2010, w której zginęła delegacja pragnąca upamiętnić rocznicę z prezydentem Lechem Kaczyńskim na czele. Dzień po katastrofie Katyń pokazano na kanale Rossija 1 (oglądalność 4,4% widzów) , tuż po głównym wydaniu magazynu informacyjnego Wiesti . Rossija 1 w momencie emisji Katynia zgromadziła przed telewizorami 2,8 mln telewidzów . Jednak w wyniku narastających napięć dyplomatycznych między Polską a Rosją Katyń znalazł się w 2015 na liście filmów niedopuszczonych do oficjalnej dystrybucji; gdy Stowarzyszenie Memoriał zamierzało wyświetlić film Wajdy w Sankt Petersburgu, z inicjatywy rosyjskiego Ministerstwa Kultury do akcji wkroczyła tamtejsza prokuratura .

## Nagrody i wyróżnienia
| Rok  | Festiwal/organizator                           | Nagroda                                          | Odbiorca                               | Wynik     |
| ---- | ---------------------------------------------- | ------------------------------------------------ | -------------------------------------- | --------- |
| 2007 | Stowarzyszenie „Kina Polskie”                  | Diamentowy Bilet                                 | Katyń                                  | Wygrana   |
| 2008 | Amerykańska Akademia Sztuki i Wiedzy Filmowej  | Oscar dla najlepszego filmu nieanglojęzycznego   | Katyń                                  | Nominacja |
| 2008 | Polska Akademia Filmowa                        | Orzeł za najlepszy film                          | Katyń                                  | Wygrana   |
| 2008 | Polska Akademia Filmowa                        | Orzeł za najlepsze zdjęcia                       | Paweł Edelman                          | Wygrana   |
| 2008 | Polska Akademia Filmowa                        | Orzeł za najlepszą scenografię                   | Magdalena Dipont                       | Wygrana   |
| 2008 | Polska Akademia Filmowa                        | Orzeł za najlepsze kostiumy                      | Magdalena Biedrzycka, Andrzej Szenajch | Wygrana   |
| 2008 | Polska Akademia Filmowa                        | Orzeł za najlepszą muzykę                        | Krzysztof Penderecki                   | Wygrana   |
| 2008 | Polska Akademia Filmowa                        | Orzeł za najlepszy dźwięk                        | Jacek Hamela                           | Nominacja |
| 2008 | Polska Akademia Filmowa                        | Orzeł za najlepszą drugoplanową rolę kobiecą     | Danuta Stenka                          | Wygrana   |
| 2008 | Polska Akademia Filmowa                        | Orzeł za najlepszą reżyserię                     | Andrzej Wajda                          | Nominacja |
| 2008 | Polska Akademia Filmowa                        | Orzeł za najlepszy montaż                        | Milenia Fiedler, Rafał Listopad        | Nominacja |
| 2008 | Polska Akademia Filmowa                        | Orzeł za najlepszą główną rolę męską             | Andrzej Chyra                          | Nominacja |
| 2008 | Polska Akademia Filmowa                        | Orzeł za najlepszą drugoplanową rolę męską       | Artur Żmijewski                        | Nominacja |
| 2008 | Międzynarodowy Festiwal Filmowy w Waszyngtonie | Nagroda Publiczności                             | Katyń                                  | Wygrana   |
| 2008 | Festiwal Polskich Filmów Fabularnych           | Bursztynowe Lwy                                  | Katyń                                  | Wygrana   |
| 2008 | Europejska Akademia Filmowa                    | Europejska Nagroda Filmowa za najlepsze kostiumy | Magdalena Biedrzycka                   | Wygrana   |
| 2008 | „Film”                                         | Złota Kaczka za najlepsze zdjęcia                | Paweł Edelman                          | Wygrana   |
| 2008 | Międzynarodowy Festiwal Filmowy w Denver       | Nagroda Publiczności                             | Katyń                                  | Wygrana   |
| 2010 | Festiwal Filmów Polskich „Wisła” w Moskwie     | Nagroda Specjalna                                | Katyń                                  | Wygrana   |

### Książki i rozdziały w pracach zbiorowych
- Tadeusz Lubelski, Historia niebyła kina PRL, wyd. 1, Kraków: Wydawnictwo Znak, 2012, ISBN 978-83-240-2238-0, OCLC 809865692.
- Witold Mrozek, Film pamięci narodowej. Najnowsze kino polskie w dyskursie polityki historycznej, [w:] Tadeusz Lubelski, Maciej Stroiński (red.), Kino polskie jako kino narodowe, wyd. 1, Kraków: Korporacja Ha!art, 2009, s. 295–320, ISBN 978-83-61407-94-2, OCLC 642055845.
- Monika Nahlik, Katyń w czasach popkultury, [w:] Tadeusz Lubelski, Maciej Stroiński (red.), Kino polskie jako kino narodowe, wyd. 1, Kraków: Korporacja Ha!art, 2009, s. 321–350, ISBN 978-83-61407-94-2, OCLC 642055845.
- Piotr Witek, Andrzej Wajda jako historyk. Metodologiczne studium z historii wizualnej, Lublin: Wydawnictwo UMCS, 2016, ISBN 978-83-7784-793-0, OCLC 958070549.
- Janusz Zawodny, Pamiętniki znalezione w Katyniu, Paryż: Editions Spotkania, 1989, ISBN 2-86914-044-4.

### Artykuły i recenzje prasowe
- Elżbieta Ciapara, „Katyń” nie pozwoli nam zapomnieć [online], „Dziennik”, 5 listopada 2007 [dostęp 2020-08-18] (pol.).
- David Denby, Parallel Worlds [online], „The New Yorker”, 23 lutego 2009 [dostęp 2020-08-18] (ang.).
- Jelena Fanajłowa, Как делалась „Катынь” [online], Радио Свобода, 27 września 2010 [dostęp 2021-10-22] (ros.).
- Edward Kabiesz, Prawda o Katyniu [online], „Gość Niedzielny”, 19 kwietnia 2007 [dostęp 2020-08-18].
- Krzysztof Kłopotowski, Katyń dla pań [online], „Rzeczpospolita”, 15 września 2007 [dostęp 2020-08-18].
- Wiesław Kot, Krzyk Katynia [online], „Wprost”, 16 września 2007 [dostęp 2020-08-18] (pol.).
- Elżbieta Ostrowska, Katyń Andrzeja Wajdy: melodramatyczny afekt i historia, „Pleograf” (1), 2016 [dostęp 2020-08-18].
- Zdzisław Pietrasik, Zostaną tylko guziki [online], „Polityka”, 15 września 2007 [dostęp 2020-08-18] (pol.).
- A.O. Scott, Bearing Witness to Poland’s Pain, „The New York Times”, 17 lutego 2009, ISSN 0362-4331 [dostęp 2020-08-18] (ang.).
- Piotr Wojciechowski, Katyń. Polska według Wajdy, „Kino”, październik 2007, s. 59–61 [dostęp 2022-02-19].

### Strony internetowe
- Roger Ebert, Katyn movie review & film summary (2009) [online], RogerEbert.com, 22 lipca 2009 [dostęp 2020-08-18] (ang.).
- Stefano Lorenzetto, Vi svelo perché in Italia mi impediscono di farvi vedere Katyn [online], „Il Giornale”, 19 kwietnia 2009 [dostęp 2022-02-15] [zarchiwizowane z adresu 2015-11-18].
- Irina Lubarskaja, Пейзаж после битвы [online], itogi.ru, 18 lutego 2008 [dostęp 2022-02-15] [zarchiwizowane z adresu 2008-02-18].
- Irena Łaszyn, Dzień zaczął się szczególnie... [online], „Dziennik Bałtycki”, 20 kwietnia 2010 [dostęp 2022-02-15] (pol.).
- Aleksandra Nagel, 3,8 mln Rosjan obejrzało „Katyń” [online], Onet Kultura, 16 kwietnia 2010 [dostęp 2020-08-18] (pol.).
- Patryk Pallus, Miliony widzów obejrzały film „Katyń” w Rosji [online], Wirtualne Media, 16 kwietnia 2010 [dostęp 2010-04-16] (pol.).
- Andrzej Wajda, TVP blokuje „Katyń” [online], „Gazeta Wyborcza”, 2 stycznia 2009 [dostęp 2020-08-18].
- Maja Werner, Spełnienie polskiego reżysera? „Katyń” Andrzeja Wajdy został zakazany w Rosji [online], Bezprawnik, 10 października 2016 [dostęp 2020-08-18] (pol.).
- Anna Wróblewska, „Piąteczka” Kleru (cz. I). Najpopularniejsze filmy na ekranach od 1990 [online], Stowarzyszenie Filmowców Polskich, 18 listopada 2018 [dostęp 2020-08-18].
- Mateusz Zimmerman, W imię ojca. „Katyń” bardzo osobistym filmem Andrzeja Wajdy [online], Onet Kultura, 13 kwietnia 2020 [dostęp 2020-08-18] (pol.).
- Anita Zuchora, Paweł Edelman: Gdybym był rozmowny... [online], Wirtualna Polska, 14 października 2009 [dostęp 2020-08-18] (pol.).